# 푸자 바트라

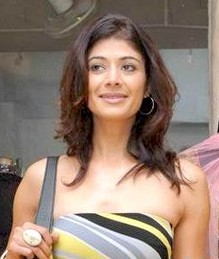

푸자 바트라(Pooja Batra, 1976년 10월 27일 ~ )는 미국의 배우, 모델이다.
파이자바드에서 태어났다.

## 영화
- 원 언더 더 선 (2017년)
- 애니 바디 캔 댄스 2 (2015년)
- 타지 마할 - 이터널 러브 스토리 (2005년)
- 듀티 (2001년)
- 조디 넘버 원 (2001년) - 카지노 댄서 역
- 하시나 만 자예기 (1999년) - 푸자 베르마 역
- 비라사트 (1997년)